# Dariel Morejón
Dariel Morejón, né le 21 décembre 1998 à Santa Clara, est un footballeur international cubain jouant au poste d'arrière gauche.

## Biographie

### En sélection
En juin 2019, il est retenu par le sélectionneur Raúl Mederos afin de participer à la Gold Cup organisée aux États-Unis, en Jamaïque et au Costa Rica.